# نایجر ایرلاینز
نایجر ایرلاینز (انگلیسی: Niger Airlines) شرکت هواپیمایی در نيجر است، که در سال ۲۰۱۲ تأسیس شد.